# Hämeenlinna
Hämeenlinna (limba suedeză: Tavastehus) este un municipiu din Finlanda. Acesta are aproximativ 67.000 de locuitori și este situat în centrul provinciei istorice Tavastia, în partea de sud a Finlandei și este locul în care s-a născut compozitorul Jean Sibelius. În ziua de azi, municipiul aparține provinciei Kanta - Häme și până în 2010 a fost orașul de reședință al guvernatorului Provinciei Finlanda de Sud. Printre orașele învecinate se numără capitala Helsinki (98 km), Tampere (73 km) și Lahti (72 km).
Cetatea Häme (Hämeen linna) se află în acest oraș. Începând cu 1 ianuarie 2009, municipiile Hauho, Kalvola, Lammi, Renko și Tuulos  fac parte din Hämeenlinna.

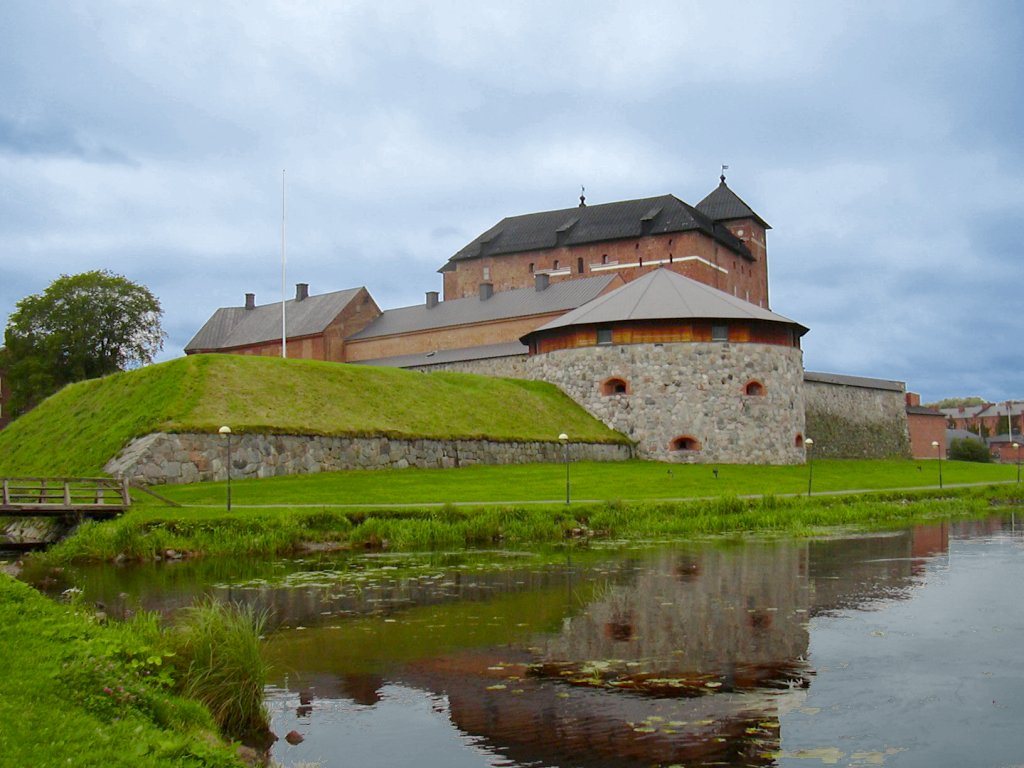
Cetatea medievală Häme

## Istorie
În Era Vikingilor, unde astăzi se găsește orașul, pe malul lacului Vanajavesi, era o așezare numită Vanaja. Castelul a fost construit la sfârșitul secolului al XIII-lea pentru a consolida puterea suedeză în centrul Finlandei. Drept consecință, un sat a luat naștere lângă castelul Häme, pentru a furniza bunuri și servicii locuitorilor acestuia. În anul 1639, satului i-au fost conferite privilegiile unui oraș și la puțin timp după aceea regele Suediei l-a mutat la sud cu un kilometru pe dealul pe care se găsește și acum.
Orașul este cunoscut pentru școlile și universitățile unde au studiat numeroși finlandezi faimoși. Viața orașului a fost legată de-a lungul întregii sale existențe marcată de aceste școli, dar și de prezența guvernamentală și militară.

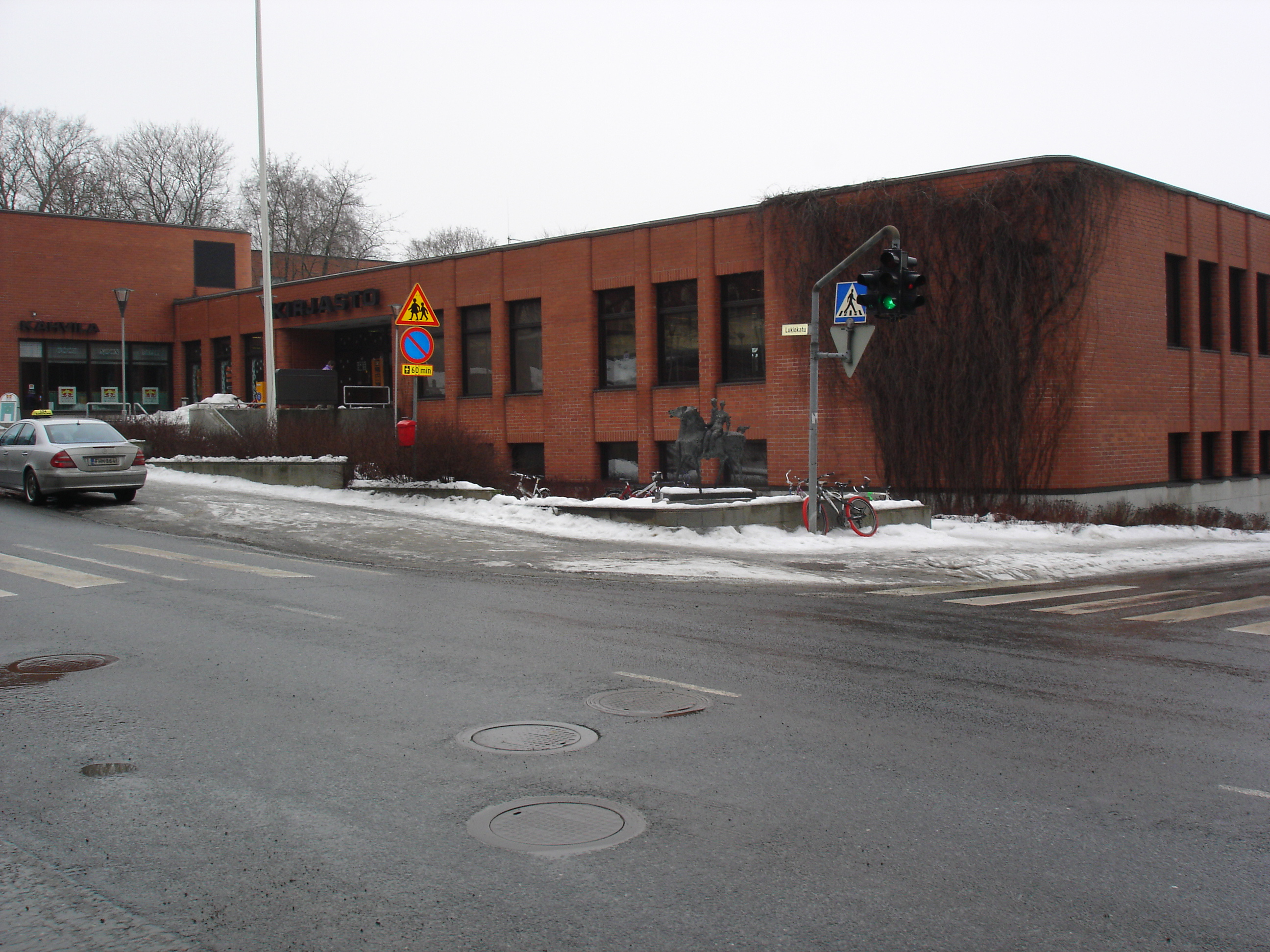
Biblioteca din Hämeenlinna „Hämeenlinnankaupunginkirjasto”

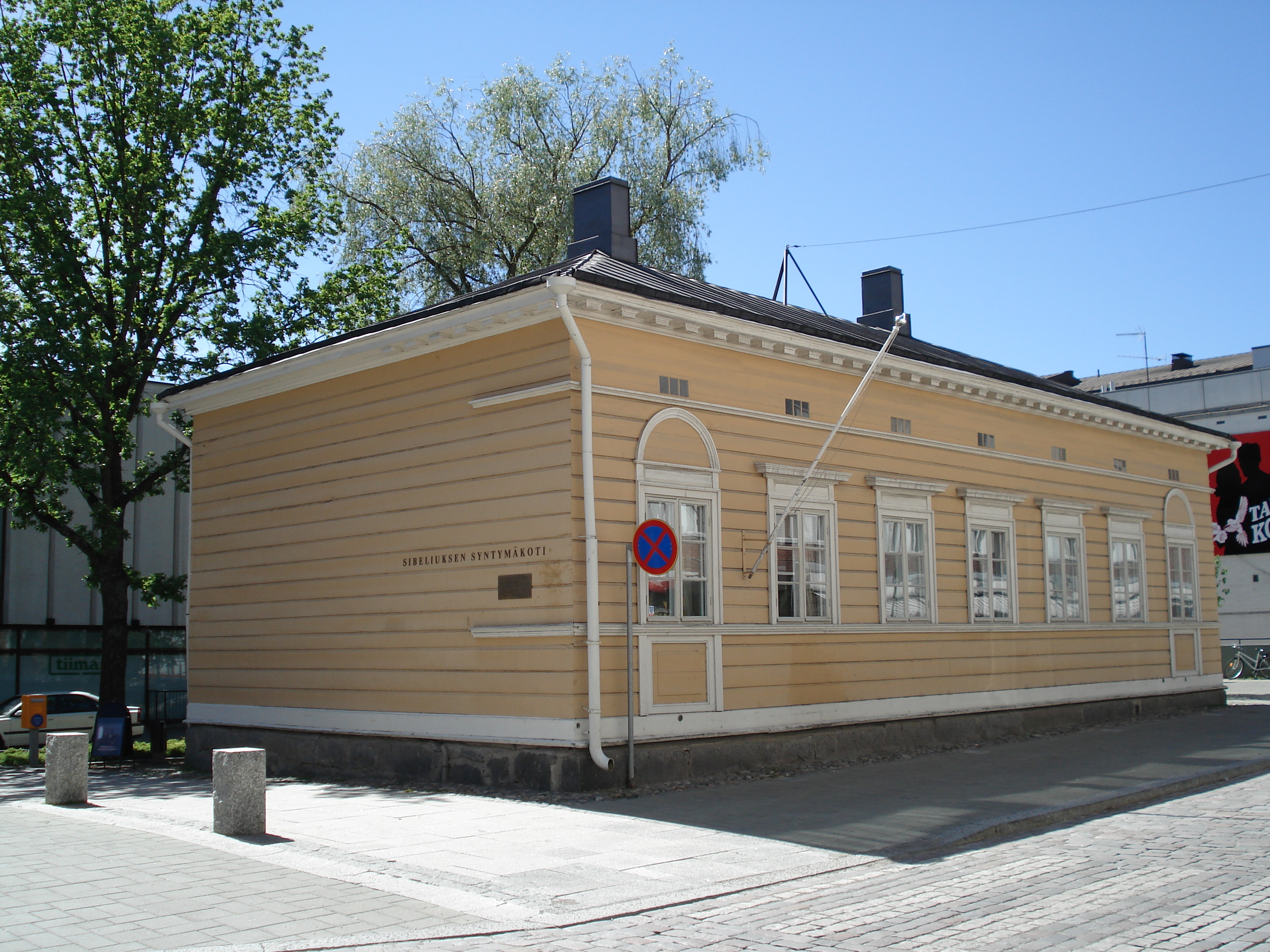
Hämeenlinna- Casa Sibelius

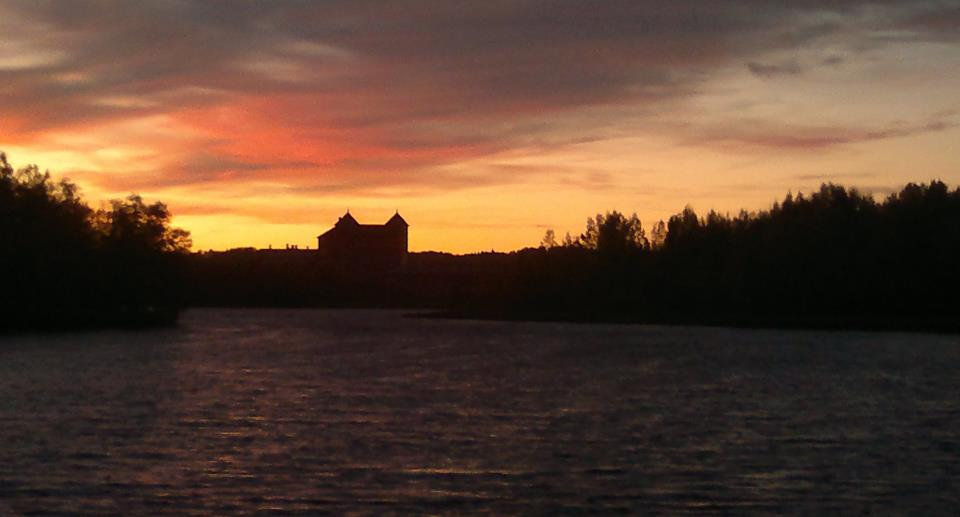
Apus de octombrie - Hämeenlinna

Prima linie de cale ferată din Finlanda a fost inaugurată în 1862, legând astfel Hämeenlina de Helsinki. Actuala clădire a gării din Hämeenlina (Rautatieasema în finlandeză) a fost construită în 1921.

## Personalități
Compozitorul Jean Sibelius s-a născut și a locuit aici, absolvind Liceul Hämennlina în anul 1885.
Poetul Eino Leino a absolvit Hämeenlinnan lyseon lukio, ca și cel de-al șaptelea președinte al Finlandei, Juho Kusti Paasikivi.
Antony Hämäläinen, vocalistul trupei death metal, greco-suedeze  Nightrage s-a născut în Hämeenlinna.
Actorul Jouko Ahola s-a născut aici. Acesta a câștigat în 1997 și în 1999 titlul World's Strongest Man (Cel mai puternic om din lume), fiind în prezent în juriul acestei competiții.
Antti Miettinen, jucător la Minnesota Wild în NHL, s-a născut în Hämeenlinna în 1980 și revine aici în afara sezonului.

## Economie
Cei mai mari angajatori (după numărul de angajați):
- Municipalitatea Hämeenlinna: 2,490
- Administrația Publică: 2,480
- Spitalul Kanta-Häme: 1,460
- Ruukki (Rautaruukki Oyj): 1,030
- Huhtamäki Oyj: 700
- Hämeen AMK: 510
- Aina Group Oyj: 500
- Kansanterveystyön ky: 490
- Patria Vehicles Oy: 430
- Konecranes Standard Lifting Oy: 330
- Koulutuskeskus Tavastia: 270
- Lindström Oy: 175

## Orase înfrățite
Hämeenlinna este înfrățită cu:
| - Bærum, Norvegia - Celle, Germania - Frederiksberg, Danemarca - Qeqertarsuatsiaat, Groenlanda - Hafnarfjörður, Islanda | - Tver, Rusia - Püspökladány, Ungaria - Toruń, Polonia - Uppsala, Suedia - Weimar, Germania - Tartu, Estonia |

## Sport
•Echipa de hockey pe gheață HPK
•Echipa de fotbal FC Hämeenlinna
•Aflat în vecinatătea Helsinki, orașul a găzduit competiția de pentatlon modern la Olimpiada de Vara din 1952.